# Хекшер, Август II
Август Хекшер II (англ. August Heckscher II, 16 сентября 1913, Хантингтон — 5 апреля 1997, Нью-Йорк, США) — американский интеллектуал и автор работ по изучению американского либерализма политических деятелей, в частности, Вудро Вильсона.

## Ранняя жизнь
Август Хекшер родился в Хантингтоне на Лонг-Айленде 16 сентября 1913 года в семье Густава Мориса Хекшера (1884—1967) и Фрэнсис Луизы Вандерхоф. Его родители развелись в 1927 году, а мать снова вышла замуж в 1931 году. У Августа был брат Гюстав Морис Хекшер-младший, а сам он был внуком капиталиста Августа Хекшера (1848—1941), который эмигрировал из Германии в 1867 году.
Август Хекшер учился в школе Святого Павла в Конкорде (Нью-Хэмпшир), в 1936 году окончил Йельский университет, а затем получил степень магистра при администрации Гарвардского университета.

## Карьера
Во время Второй мировой войны он работал в Службе координации информации в Вашингтоне, а также в Управлении стратегических служб в Северной Африке. Кроме того, он был в составе делегации от США на Конференции Организации Объединенных Наций 1945 года.
В 1962 году Хекшер был назначен президентом США Джоном Кеннеди на должность специального консультанта по искусству в Белом доме для координации вопросов в области культуры. Он занимал эту должность до 1963 года.
В 1967 году Хекшер был назначен мэром Нью-Йорка Джоном Линдси комиссаром в Департамент парков Нью-Йорка, в качестве преемника Томаса Ховинга, который, в свою очередь, был назначен директором Музея искусств Метрополитен. При Хекшере проводилась организация концерта Барбары Стрейзенд в Центральном парке в 1970 году, который собрал впоследствии около 250 тысяч человек, первый Нью-Йоркский марафон, а также несколько крупных антивоенных демонстраций Хекшер покинул должность комиссара Департамента парков в 1972 году.
Август Хекшер II умер 5 апреля 1997 года в Нью-Йоркском госпитале. Его вдова Клод пережила его на одиннадцать лет и умерла в 2008 году.

## Личная жизнь
С 1941 года Хекшер был женат на Клод Шевро (умерла в 2008 году), дочери Чарльза Шевро из Клермон-Феррана во Франции, префекта департамента Пюи-де-Дом, а ранее — французского делегата в Алжире и Французском Марокко. Поскольку ее родители не могли присутствовать на свадьбе, замуж ее выдавал двоюродный брат Пьер Ландри.
Август Хекшер и Клод Шевро имели троих детей:
- Стефан Август Хекшер — соисполнитель и соучредитель своего имения с Фрэнсисом Моррисси-младшим[16]. Стефан женился на Донне Элизабет Хант в 1966 году[17].
- Филипп Хекшер
- Чарльз Хекшер[18]

## Публикации
- 1936: These Are the Days <1935:1936>, с введением R. D. French. Yale Daily News, New Haven, Connecticut.
- 1962: The Public Happiness. Atheneum, New York City.
- 1965: с предисловием Herbert Rosinski: Power and Human Destiny, посмертно ред. Richard P. Stebbins. F. A. Praeager, New York City, USA.
- 1970: как редактор и автор предисловия: The Politics of Woodrow Wilson, Selections from his Speeches and Writings. Books for Archives Press, Freeport (New York), USA.
- 1974: Alive in the City: Memoir of an Ex-Commissioner. Scribner, New York City, USA, ISBN 0-684-13708-9.
- 1977: совместно с Phyllis Robinson: Open Spaces: The Life of American Cities; A Twentieth Century Fund Essay. Harper and Row, New York City, USA, ISBN 0-06-011801-6.
- 1983: The Silence of Christmas. High Loft, Seal Harbour, Maine, USA 1983.
- 1991: Woodrow Wilson: A Biography, Scribner, New York City, USA, ISBN 0-684-19312-4.

## См. также

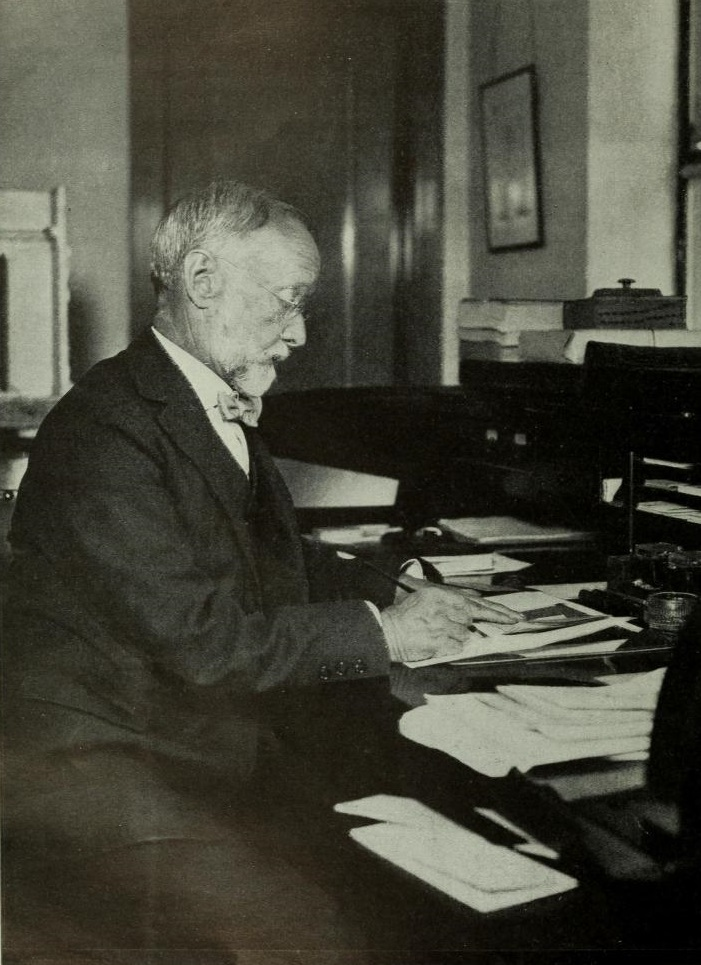
Август Хекшер